# Edward Eagan

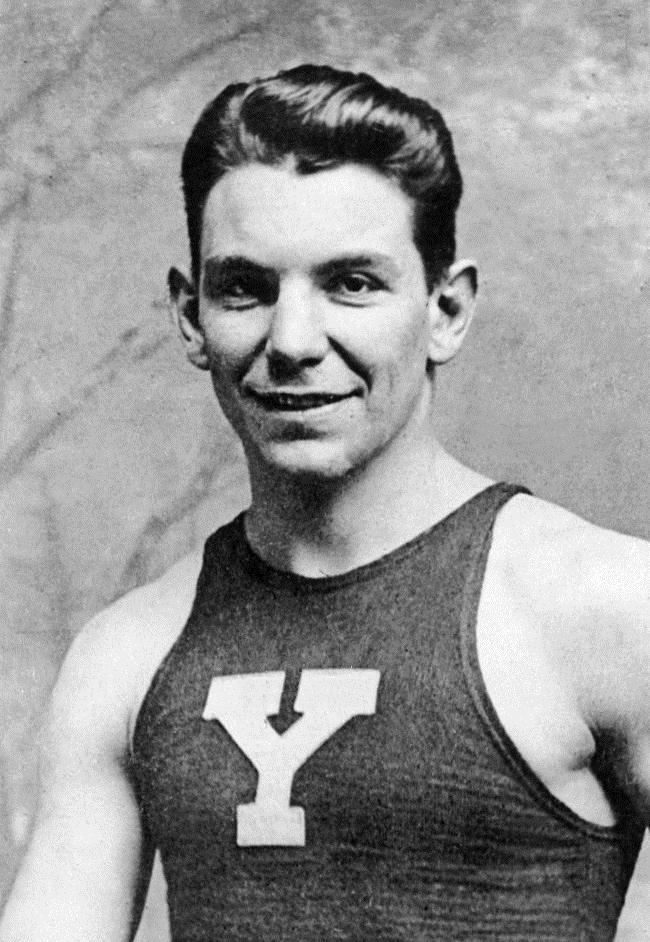
Eddie Eagan (1920)

Edward Patrick Francis „Eddie“ Eagan (* 26. April 1897 in Denver; † 14. Juni 1967 in Rye, New York) war ein US-amerikanischer Sportler.
Er machte sich im Winter 1932 selbst zur Legende, als er, ebenso wie Gillis Grafström, sowohl bei Winter- als auch bei Sommerspielen eine Goldmedaille gewann. Diese sind bis dato die einzigen Sportler, die dieses Kunststück geschafft haben, wobei Grafström beide Goldmedaillen im Eiskunstlauf gewann, während Eagan seine Medaillen in zwei verschiedenen Sportarten erkämpfte. 
1920 holte Eagan in Antwerpen Edelmetall im Halbschwergewichtsboxen und gewann zwölf Jahre später im Team von William Fiske Gold im Viererbob.
Mit Boxgold 1920 und Bobgold 1932 ist Edward Eagan zugleich einer von nur acht Sportlern, die sowohl bei Olympischen Winter- wie Sommerspielen eine Medaille gewinnen konnten, die anderen sind neben Gillis Grafström noch Jacob Tullin Thams, Christa Luding-Rothenburger, Clara Hughes, Lauryn Williams, Eduardo Alvarez und Alexandra Burghardt.